# Partit Laborista d'Irlanda del Nord
Partit Laborista d'Irlanda del Nord (Northern Ireland Labour Party, NILP) fou un partit polític d'Irlanda del Nord que va operar entre 1924 i 1987. El 1913 el Partit Laborista Britànic va donar plens poders al Partit Laborista d'Irlanda per a actuar, però això fou impopular a Belfast, on la majoria dels obrers especialitzats eren protestants i unionistes.
Després de la partició fou refundat com a partit socialista; declinà prendre una posició sobre la qüestió de les fronteres i intentà mantenir una posició a mig camí entre unionisme inacionalisme. Va mantenir relacions amb laboristes britànics, i el seu cap, Jack Beatty, fou elegit diputat al Stormont el 1943. fins a 1949. però el recuperà amb el Partit Laborista Irlandès el 1951. Després de la proclamació d'Éire el 1949, votaren massivament per l'Unionisme, cosa que no els va impedir l'escissió del Partit Laborista de la Commonwealth, de Harry Midgley, fortament unionista, ni la pèrdua de vots catòlics, que intentaren fundar el seu propi partit amb suport del Partit Laborista d'Irlanda. Entre 1958 i 1965 va escenificar diverses escissions. Això provocà que quan l'esclat dels problemes de 1969 es produís una fuga massiva de militants vers el SDLP, l'Aliança o bé el Partit Democràtic Unionista, privant-lo d'una massa social crítica.
El 1971 el primer ministre d'Irlanda del Nord, Brian Faulkner, nomenà el cap del NILP, David Bleakey, ministre de relacions comunitàries, quan intentava aplicar reformes al Nord. Quan el referèndum per al futur d'Irlanda de 1973 va instar a votar a favor del Regne Unit i Bleakey fou elegit diputat per East Belfast.
El 1985 les restes del partit, juntament amb el Partit Liberal de l'Ulster, el Partit Laborista Unit i el Partit Laborista d'Irlanda del Nord (LPNI) de Paddy Devlin (ex SDLP) fundaren la plataforma Labour '87 per a organitzar el laborisme britànic a Irlanda del Nord. Se’ls uní el Partit Laborista de Newtonabbey. Presentaren a les eleccions europees de 1989 al candidat Mark Langhammer, sense resultat.

## Líders
- 1925 - 29: Samuel Kyle
- 1929 - 33: Jack Beattie
- 1933 - 38: Harry Midgley
- 1938 - 42: Paddy Agnew
- 1942 - 43: Jack Beattie
- 1943 - 45: Paddy Agnew
- 1945 - 49: Hugh Downey, Dock Ward, Belfast
- 1958 - 69: Tom Boyd
- 1969 - 73: Vivian Simpson